# John Buchanan (judoka)
John Buchanan (ur. 7 grudnia 1975) – brytyjski judoka. Olimpijczyk z Sydney 2000, gdzie odpadł w 1/16 w kategorii 60 kg. Brązowy medalista mistrzostw świata w 2001 i piąty w 1999. Piąty na mistrzostwach Europy w 2000 i 2002 roku. 
Trzeci na igrzyskach Wspólnoty Narodów w 2014, gdzie reprezentował Szkocję. Startował w Pucharze Świata w latach 1999–2004 i 2014.
- Turniej w Sydney 2000

Przegrał z Óscarem Peñasem z Hiszpanii.